# Neurodiverzitás

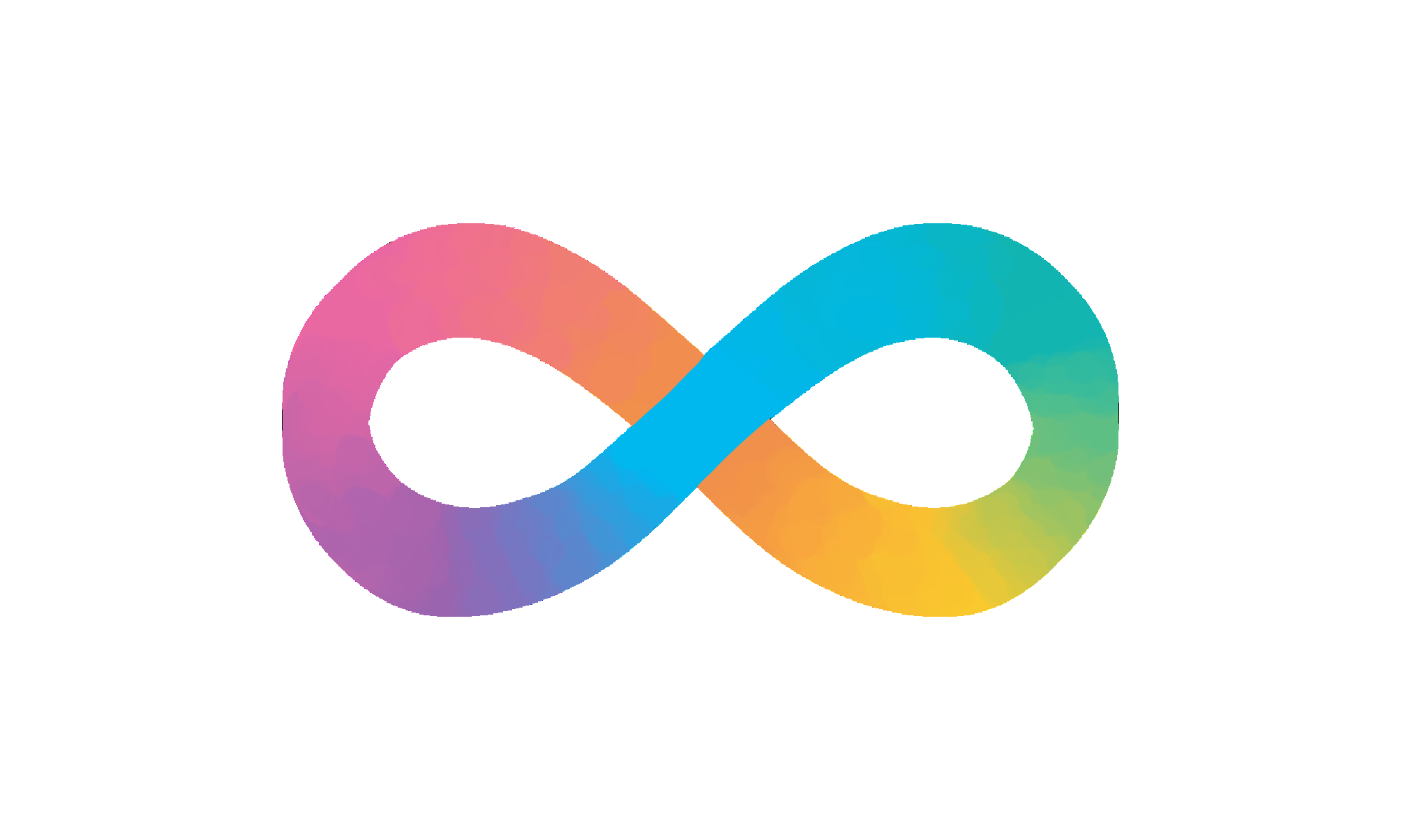
A neurodiverz büszkeség zászlaja

A neurodiverzitás szó azt a megközelítést fejezi ki, hogy az emberi idegrendszer eltérő működése az érzékelés, a motorikus képességek, a társas viselkedés, a kogníció, illetve a figyelem területén az emberi génállomány természetes variációjának tekinthető, és - a biodiverzitással analóg módon - a teljes népesség szempontjából előnyös és kívánatos. E megközelítésben a szokványos idegrendszeri működést és az ilyen idegrendszerrel rendelkező egyént neurotipikusnak, az ettől eltérő idegrendszeri működést és egyént pedig neurodivergensnek nevezik. Mindez szemben áll a korábban uralkodó nézettel, amely szerint az eltérő idegrendszeri működés szükségszerűen kóros, patologikus, és mint ilyen, gyógyítást vagy kezelést igényel. A neurodiverzitás, mint megközelítés szerint a neurodivergens emberekre jellemző neurokognitív eltérések az emberi sokféleség természetes részei, és az egyes neurodivergenciák pusztán a megszokottól eltérő előnyökkel és hátrányokkal járnak, ez utóbbiak pedig még abban az esetben sem tekintendők feltétlenül kórosnak, ha elérik azt a szintet, amelyre fogyatékosságként tekintünk.
A neurodiverzitás szó és a hozzá kapcsolódó mozgalom az 1980-as évek végén jelent meg az Autism Network International, egy autista érdekvédelmi szervezet révén, bár később más fogyatékosjogi szervezetek is csatlakoztak hozzájuk. Ez a mozgalom a fogyatékosság társadalmi modelljét veszi alapul, amely szerint a fogyatékosságot elsődlegesen a környezet és a társadalom által felállított korlátok okozzák, nem az érintett személy egyéni tulajdonságai. Ezért olyan támogatási rendszert javasolnak, amely nem a normalitás általános elképzeléseinek kritikátlan átvételen alapul, s nem is a neurodivergens emberek megváltoztatását, egy klinikai ideálképhez hasonlatossá tételét célozza. Ennek részét képezné például a neurodivergens emberek bevonását lehetővé tevő szolgáltatások, szálláslehetőségek, a kommunikációs, és a kommunikációt segítő technológiák biztosítása, szakmai tréningek a független élet lehetővé tételére.

## Terminológia
A Syracuse Egyetemen tartott Nemzeti Neurodiverzitás-ügyi Szimpóziumon a neurodiverzitást a következőképpen határozták meg:
„… Egy olyan elképzelés, amely szerint a neurológiai eltéréseket ugyanúgy kell kezelni, mint bármilyen más jellegű eltérést. Ezek közé az eltérések közé tartozik a diszpraxia, a diszlexia, a hiperaktivitás, a figyelemzavar, a diszkalkulia, az autizmus-spektrum, a Tourette-szindróma, stb.”
Pier Jaarsma definíciója szerint a neurodiverzitás egy „sokat vitatott felfogás”, amely „az atipikus agyi fejlődést természetes emberi különbségnek tekinti.”
Nick Walker szerint nem létezik olyan, hogy  „neurodivergens egyén”, mivel a neurodiverzitás fogalma az összes agyi állapotot magába foglalja, és az összes ember neurodivergensnek számít, mivel az agya kisebb-nagyobb mértékben mindenkinek eltérő. Ő inkább a neurokisebbségek fogalmának bevezetését javasolja „a nem neurotipikus emberek pozitív, nem betegségként megbélyegző megnevezéseként.” Walker szerint a neurális kisebbségek közé tartozó emberek (nem csak az autisták) egyben „a többségi társadalomhoz képest marginalizált helyzetben vannak, és nehezen találják meg a helyüket közöttük.” Walker javaslata az, hogy tegyünk különbséget a neurodiverzitás mint az emberi agy összes lehetséges variációjának gyűjtőneve, és a neurodiverzitás mint mozgalom között, ami a neurális kisebbségek társadalmi csoportként való elfogadásáért küzd. E mozgalom célja annak elérése, hogy a neurális kisebbségek tagjait ne betegekként, hanem a neurotipikus többséggel egyenrangú, de az övéktől eltérő képességprofillal rendelkező emberekként kezeljék.

## Érdekképviselet
Egy 2013-as online felmérés szerint „az autizmust fejlődési zavar helyett másságként meghatározó felfogás annak fontosságát hangsúlyozza, hogy azokat az autisztikus jellemzőket, amelyek a jövőben az egyén hasznára válhatnak, ne próbálják meg a nevelés során mindenáron elnyomni, hanem – a másság dicsőítésének és a hiányosságok (vagy a hiányosságnak tartott vonások) korrigálásának hamis szembeállítását meghaladva – inkább konstruktív módon erősítsék azokat.”
Andrew Fenton és Tim Krahn a mozgalom által célként kitűzött össztársadalmi szemléletváltást az alábbi 4 pontban foglalja össze:
- Annak elismertetése, hogy a neurokisebbségek nem szorulnak gyógyításra;
- A mostani nyelvhasználat megváltoztatása – ne „kórként” vagy „rendellenességként” beszéljenek ezekről az állapotokról;
- Az „egészséges, önálló élet” tágabb értelmezése, az önállóság új típusainak elismerése;
- A neurális kisebbségeknek is engedjenek beleszólást abba, hogy hogyan, milyen irányban változtatnak az állapotukon (a „kezelés” típusai, időzítése, s az érintett egyén részvételi szándékának figyelembe vétele ).[6]

Edward Griffin és David Pollak egy 2009-es tanulmányban 27, különböző neurális kisebbségekhez tartozó (autista, diszlexiás, mozgászavaros, hiperaktív, figyelemzavaros, stroke-os diák önértékelését vizsgálták. Eszerint két csoportot tudtak megkülönböztetni: „azokat, akik az állapotukra »másságként« tekintettek, ami egyszerre foglal magába erősségeket és gyengeségeket is, s azokat, akik »betegként/sérültként« tekintettek saját magukra, s hátrányosnak ítélték a saját helyzetüket.” Valamennyi diák arról számolt be, hogy iskolai pályafutása során számos nehézséggel szembesült, az iskolatársaik és az osztálytársaik kiközösítették, valamint fizikai és lelki bántalmazásnak tették ki őket. Azok, akik állapotukra „másságként” tekintettek  (a kontrollcsoport 41%-a), „a másik csoport tagjaihoz képest sokkal magabiztosabban álltak tanulmányaikhoz, biztosabbak voltak a képességeikben, és a jelentős többségük (73 %-uk) sokkalta ambíciózusabb pályaválasztási célokat tűzött ki, pozitív és jól körülhatárolt céljai voltak.” Sokan közülük arról számoltak be, hogy a saját magukról alkotott véleményük kialakulásában jelentős szerepet játszottak azok az internetes önsegítő csoportok, amelyek a neurodiverzitás szellemét közvetítették.
Ari Ne’eman, a washingtoni székhelyű Autistic Self Advocacy Network (ASAN) elnöke üdvözölte azt a hírt, hogy két multinacionális vállalat is „igyekszik kihasználni az autisták egyéni képességprofiljának előnyeit”, miközben „megadja a lehetőséget arra, hogy a korábbi, marginalizált helyzetükkel ellentétben kibontakozhassanak a választott szakmájukban.” 2013-ban az SAP nevű német szoftveróriás egy olyan innovációs programot hirdetett meg, amelynek keretében kimondottan autista szoftverfejlesztőket és szoftvertesztelőket kerestek. A Freddie Mac nevű amerikai jelzálog-hitelező cég pedig immár második alkalommal hirdetett meg fizetett gyakornoki helyeket  autista diákok számára.

## Viták
A neurodiverzitás fogalma vitatott. Azok, akik az orvosi modellt tekintik mérvadónak, az eltérő tanulási képességeket „fogyatékosságként, rendellenességként, deficitként” azonosítják. Ebből a szempontból a neurális kisebbségek közé tartozó emberek nem egészségesek, állapotuk orvosilag kezelendő. David Pollak szerint a neurodiverzitás azt is jelenti, hogy valamennyi lehetséges mentális állapot egyenértékű. Ismét mások azért utasítják el ezt a kifejezést, mert úgy vélik, túlságosan orvosi hangzása van.
Jaarsma és Welin 2011-ben írt tanulmánya szerint, „a neurodiverzitás tágabb értelmezése, amely mind az alacsonyan, mind a magasan funkcionáló autizmust magába foglalja, problémás, mivel a neurodiverzitás kizárólag a magasan funkcionáló autizmus viszonylatában tűnik észszerűnek.” A szerzők véleménye szerint a „magasan funkcionáló” autistáknak „a hiányosságokon alapuló pszichiátriai diagnózisból nem sok előnyük származik, sőt, mivel az negatívan értékeli természetes életstílusukat, egyesekre kifejezetten károsan hat – ám úgy vélik, hogy „az autizmus egyéb típusait érdemes meghagyni a diagnosztikai kategóriák sorában. A neurodiverzitás szűkebb értelmezése elfogadható, a tágabb értelmezés viszont nem.”

## Története
Jaarsma és Welin 2011-es tanulmánya szerint „a neurodiverzitás-mozgalom az 1990-es években indult útjára autista embereket tömörítő internetes csoportokban. Ma már valamennyi neurológai rendellenességgel vagy idegrendszeri fejlődési rendellenességgel rendelkező ember polgárjogi küzdelmét ezzel a névvel illetjük.” A neurodiverzitás elve elhatárolódik az édesanyákat hibáztató XX. századi elméletektől, például a fridzsideranya-elmélettől is.
A biodiverzitás fogalma a világ természetes biológiai sokszínűségét takarja; ebbe illeszkedik bele a neurodiverzitás fogalma is, amely a biológiai sokszínűség egyik komponensét képezi. A neurodiverzitás elvét kezdetben az autisztikus spektrumon lévő emberek tették az identitásuk részévé. Őket követték azok, akiknek az eltéréseik lazán, vagy egyáltalán nem kapcsolódnak az autizmushoz: azok, akiket bipoláris zavarral, hiperaktivitással és figyelemzavarral, skizofréniával, skizoaffektív zavarral, szociopátiával, cirkadián ritmuszavarral, beszédfejlődési zavarokkal, mozgásfejlődési zavarokkal, Parkinson-kórral, diszlexiával, diszkalkuliával, amnesztikus afáziával, kényszerbetegségekkel, és Tourette-szindrómával diagnosztizáltak.
A kifejezést magát Judy Singernek, egy ausztráliai, autista szociológusnak tulajdonítják, nyomtatásban először a The Atlantic című folyóiratban, egy Harvey Blume által írt cikkben látott napvilágot 1998. szeptember 30-án. Ez a cikk másnak tulajdonította ezt a kifejezést.
„Az emberi agy természetes sokszínűsége az emberi faj túlélése szempontjából kulcsfontosságú lehet; csakúgy, mint a biodiverzitás az élet fennmaradása szempontjából. Ki tudja megmondani, hogy egy adott pillanatban melyik fajta huzalozás bizonyul a legjobbnak? A számítógépek, a kibernetika világában például az autisztikus agy kifejezetten jól hasznosítható.”
A New York Times 1997. június 30-án megjelent számában Blume a neurodiverzitás kifejezést nem használta ugyan, de a mozgalom alapgondolatát a neurológiai sokféleség kifejezéssel foglalta össze.
„Az autisták, miközben megpróbálnak helytállni egy NT-k [neurotipikusok] által uralt világban, nem tudják, és sokan nem is akarják feladni a saját életstílusukat. Ehelyett egy olyan új társadalmi szerződést javasolnak, amely teret ad a neurológiai sokféleségnek. … Az autisták találkozási pontjain (weboldalakon, internetes fórumokon) általában az a nézet uralkodik, hogy [...] a neurotipikus agyi működés csak egy a sok neurológiai beállítottság közül. Kétségkívül ez a leggyakoribb, de nem szükségképpen a legjobb.”
Blume, a mozgalom egyik legkorábbi szószólója, már akkor sejtette, hogy az internet fontos szerepet játszik majd a mozgalom elterjedésében:
„Ennek a mozgalomnak az internet akár politikai színezetet is adhat. A CyberSpace 2000 projekt célja, hogy  2000-ig minél több autizmus-spektrumon lévő embert összegyűjtsön. Ez már csak azért is előnyös, mert az autisták az interneten keresztül gyakran sokkal könnyebben és hatékonyabban tudnak kommunikálni. … A mozgalom létrejöttével pedig mindenkinek – az interneten és a való világban egyaránt –, szembe kell néznie azzal, hogy lehet másként is tekinteni saját magunkra vagy a körülöttünk lévő emberekre, számításba véve és elfogadva a neurológiai sokféleséget, és elismerve ennek az elvnek a létjogosultságát.”
Más szerzők Jim Sinclair autista érdekvédő korai tevékenységét is fontosnak tartják: ő hozta létre az első nemzetközi internetes autista közösséget. Jim Sinclair az 1993-as, magyarul 2016-ban "Ne sirassatok minket!" címmel megjelent beszédében megemlítette, hogy sok szülő „élete legtraumatikusabb élményeként” gondol a gyermeke autizmus-diagnózisára. Sinclair, aki 12 éves koráig nem beszélt, arra kérte a szülőket, hogy gyász helyett próbáljanak meg belehelyezkedni egy autista nézőpontjába:
„A szülőktől gyakran hallani azt, hogy amikor megtudják, hogy autista a gyermekük, az a legtraumatikusabb dolog az életükben. A nem-autista emberek az autizmust tragédiának látják, a szülők pedig gyermekük és családjuk minden egyes életszakaszára újra és újra csalódással és gyásszal reagálnak. Csakhogy ez a gyász nem a gyerek autizmusából fakad. A szülők az elképzelt, majd elvesztett 'normális' gyermeket gyászolják, akinek az érkezésében reménykedtek. (…) Az autizmus nem olyasmi, amije csak úgy van az embernek; nem egy "burok", amibe az ember be van zárva. Az autizmus mögött nincs normális gyerek. Az autizmus a létezés egyik módja. Mindent átható (azaz pervazív); minden tapasztalásban, érzékelésben, gondolatban, érzelemben, és találkozásban jelen van, a létezés minden egyes elemét áthatja. Az autizmust nem lehet leválasztani az emberről - és még ha le is lehetne, az az ember már nem lenne ugyanaz. Ez fontos, úgyhogy álljunk meg egy pillanatra, és ismét gondolkodjunk el rajta: az autizmus egy létezésmód. Nem lehet leválasztani az autista emberről.  Ezért, amikor a szülők azt fogalmazzák meg, hogy "bárcsak a gyerekem ne lenne autista", akkor valójában azt mondják: "bárcsak ne is létezne ez az autista gyerek, és lenne egy másik helyette (aki nem autista)". ”
Az 1990-es évek elején létrejött neurotipikus kifejezés is Jim Sinclairtől származik. E kifejezést eredetileg a nem autisztikus emberekre használták, később azonban azokra is kiterjesztették, akik semmilyen egyéb neurális kisebbséghez nem tartoznak, és akiknek a fejlődése, képességprofilja tipikusnak, a legtöbb emberéhez hasonlónak mondható.  
Az új szemlélet elterjedésében, mind Judy Singernek, mind Jim Sinclairnek jelentős szerepe volt  – először az autizmus-spektrumra vonatkozóan, később pedig más, korábban rendellenességnek tekintett állapotok vonatkozásában is.
A nemzetközi neurodiverzitás mozgalomról és az autizmus társadalom, illetve tudománytörténetéről szól Steve Silberman amerikai szerző 2016-ban magyarul Neurotörzsek Archiválva 2020. október 31-i dátummal a Wayback Machine-ben címen megjelent (ford. Bertalan Lilla) nagysikerű könyve, amelynek angol eredeti kiadása a 2015. év legjobb nem-fikciós könyvének járó brit Samuel Johnson-díjat is elnyerte. Ugyancsak az autizmus társadalomtörténetéről és a neurodiverzitás mozgalom eredetéről szól a 2016-ban magyarul is kiadott Mitzi Waltz: Az autizmus társadalmi és orvosi története c. könyve (ford. Bertalan Lilla).
A neurodiverzitás fogalma azóta számottevően kibővült. Az Egyesült Királyságban székelő Developmental Adult Neurodiversity Association (DANDA) például a mozgásfejlődési zavarokat, a hiperaktivitást és figyelemzavart, az Asperger-szindrómát és az ahhoz kapcsolódó egyéb állapotokat is magába foglalja.

## Fordítás
- Ez a szócikk részben vagy egészben  a   Neurodiversity című angol Wikipédia-szócikk ezen változatának fordításán alapul.  Az eredeti cikk szerkesztőit annak laptörténete sorolja fel. Ez a jelzés csupán a megfogalmazás eredetét és a szerzői jogokat jelzi, nem szolgál a cikkben szereplő információk forrásmegjelöléseként.